# Tristram Shandy

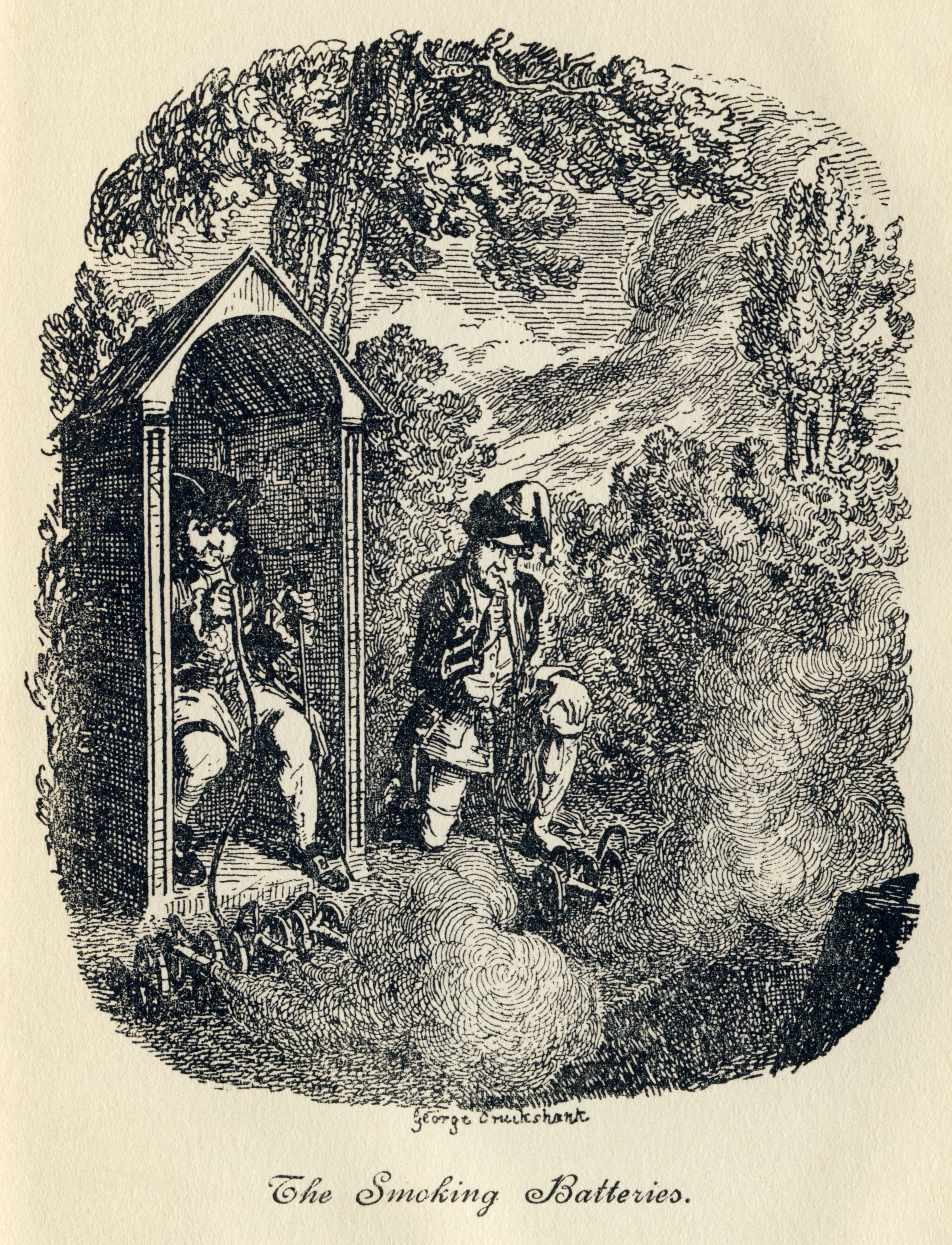
Ilustraţie din ediţia din 1906 a romanului The Life and Opinions of Tristram Shandy, Gentleman

The Life and Opinions of Tristram Shandy, Gentleman (Viața și opiniile lui Tristram Shandy, gentleman) este un roman de Laurence Sterne, publicat în 9 volume. 
Volumele I și II au fost publicate pentru prima oară în 1760, volumele III și IV în 1761, volumele V și VI în 1762, volumele VII și VIII în 1765, iar volumul IX în 1767.
Pe când romanul a fost bine primit de publicul larg, criticii literari ai vremii nu au fost întotdeauna la fel de entuziasmați de el, Samuel Johnson fiind unul dintre cei care l-au recenzat negativ.
Romanul nu are prea mult de a face cu titlul, deoarece Tristram este conceput la începutul romanului, dar se naște doar în volumul III, în volumul VI se îmbracă pentru prima dată în haine de băieți, dispărând din povestire după aceea.
Intenționând să-și descrie povestea vieții, Tristram digresează în toate direcțiile, nereușind prea bine să treacă de ceea ce s-a întâmplat înainte ca el să se nască.
Acțiunea romanului Tristram Shandy (exceptând volumele VII și VIII) se petrece într-un sat englezesc, unde Tristram, conform condițiilor căsătoriei tatălui său, trebuie să se nască, și unde locuiesc personajele principale ale romanului. Domnul Shandy, tatăl, este foarte preocupat de știință și totodată exasperat de neinteresul soției față de lucrurile pe care nu le înțelegea. 
Unchiul Toby, fratele tatălui lui Tristram, este un militar pensionat, care a fost rănit în regiunea inghinală în Bătălia de la Namur. El este calm și blajin, iar preocuparea sa principală fiind acum cucerirea teoretică a orașelor fortificate. Servitorul unchiului Toby, caporalul Trim, care împărtășește entuziasmul stăpânului său, a fost și el rănit în luptă, la Landen, la genunchi. Casa de alături este locuită de văduva Wadman, care îi face ochi dulci lui Toby, și care este răsplătită în final.
Umorul fin este pentru mulți cititori calitatea principală a romanului.